# Joseph Partsch
Joseph Partsch (ur. 4 lipca 1851 w Szklarskiej Porębie, zm. 22 lipca 1925 w Bad Brambach) – niemiecki geograf.

## Kariera zawodowa
Studiował na uniwersytecie we Wrocławiu gdzie uzyskał doktorat w 1874 i rozpoczął karierę uniwersytecką. Początkowo nauczał geografii, by w końcu uzyskać tytuł profesora na tej uczelni. Publikował wiele prac naukowych na temat geografii - głównie Śląska.

## Publikacje
- Physikalische Geographie von Griechenland, mit besonderer Rücksicht auf das Alterthum. Überarbeitetes Manuskript von Carl Neumann. Breslau 1885.
- Philipp Clüver, der Begründer der historischen Länderkunde. Ein Beitrag zur Geschichte der geographischen Wissenschaft. Wien 1891.
- Schlesien. Eine Landeskunde für das deutsche Volk auf wissenschaftlicher Grundlage. Breslau 1896.
- Mitteleuropa. Die Länder und Völker von den Westalpen und dem Balkan bis an den Kanal und das Kurische Haff. Gotha 1904.
- Die Hohe Tatra zur Eiszeit. Leipzig 1923.